# Aquilegia coelestis
Aquilegia coelestis är en ranunkelväxtart som beskrevs av Fedorov. Aquilegia coelestis ingår i släktet aklejor, och familjen ranunkelväxter. Inga underarter finns listade i Catalogue of Life.